# Lazybones (1925)
Lazybones is een Amerikaanse dramafilm uit 1925 onder regie van Frank Borzage. Destijds werd de film in Nederland uitgebracht onder de titel Vlugge luiaard.

## Verhaal
Steve Tuttle neemt de verantwoordelijkheid op zich voor de opvoeding van een meisje zonder vader. Daarmee veroorzaakt hij een schandaal in zijn kleine stadje. Als hij jaren later terugkeert van de Eerste Wereldoorlog, ontdekt hij dat hij verliefd is op het intussen volwassen meisje.

## Rolverdeling
| Acteur            | Personage       |
| ----------------- | --------------- |
| Madge Bellamy     | Kit             |
| Buck Jones        | Steve Tuttle    |
| Zasu Pitts        | Ruth Fanning    |
| Leslie Fenton     | Dick Ritchie    |
| Jane Novak        | Agnes Fanning   |
| Virginia Marshall | Kit (als kind)  |
| Edythe Chapman    | Mevrouw Tuttle  |
| Emily Fitzroy     | Mevrouw Fanning |
| William Bailey    | Elmer Ballister |